# Copa del Rey de fútbol 2011-12
La Copa del Rey de fútbol 2011-12 fue la edición número 108 de dicha competición española. Se disputó entre el 31 de agosto de 2011 y el 25 de mayo de 2012 y contó con la participación de 84 equipos de las divisiones Primera, Segunda, Segunda B y Tercera, exceptuando los equipos filiales de otros clubes, aunque jueguen en dichas categorías.
El Real Madrid no pudo revalidar el título de la temporada anterior al perder contra el Barcelona en cuartos de final.
El campeón fue el propio F. C. Barcelona, por 26.ª vez en su historia, tras derrotar en la final al Athletic Club en el estadio Vicente Calderón.
La revelación del torneo fue el C. D. Mirandés, de Segunda División B, que alcanzó las semifinales habiendo eliminando a equipos de Primera División como el Villarreal C. F., el Real Racing Club de Santander o el R. C. D. Espanyol. Además, su delantero Pablo Infante fue el máximo goleador del torneo con siete tantos.

## Equipos clasificados
Disputaron la Copa del Rey 2011-12, habiendo sellado su presencia en función de su clasificación en las cuatro primeras divisiones del sistema de competición liguero en la temporada 2010-11, y partiendo de determinadas rondas según su categoría en la presente campaña, los siguientes equipos:

### Primera División
Los veinte equipos de la Primera División 2010-11:
| - U. D. Almería - Athletic Club - Club Atlético de Madrid - F. C. Barcelona - R. C. Deportivo de La Coruña - R. C. D. Espanyol - Getafe C. F. - Hércules C. F. - Levante U. D. - Málaga C. F. | - R. C. D. Mallorca - C. A. Osasuna - Real Racing Club de Santander - Real Madrid C. F. - Real Sociedad de Fútbol - Sevilla F. C. - Real Sporting de Gijón - Valencia C. F. - Villarreal C. F. - Real Zaragoza |

### Segunda División
Veinte equipos de Segunda División 2010-11 (excluidos el Villarreal C. F. "B" y el F. C. Barcelona "B" por su condición de equipos filiales):
| - Albacete Balompié - A. D. Alcorcón - Real Betis Balompié - F. C. Cartagena - R. C. Celta de Vigo - Córdoba C. F. - Elche C. F. - Girona F. C. - Granada C. F. - S. D. Huesca | - U. D. Las Palmas - Club Gimnàstic de Tarragona - C. D. Numancia de Soria - S. D. Ponferradina - Rayo Vallecano de Madrid - R. C. Recreativo de Huelva - U. D. Salamanca - C. D. Tenerife - Real Valladolid C. F. - Xerez C. D. |

### Segunda División B
Veintiséis equipos de Segunda División B 2010-11: los clasificados entre los 5 primeros de cada uno de los grupos y los equipos con mejor puntuación del resto de clubes de la categoría, hasta completar el citado número (excluidos los equipos filiales en ambos casos):
| Grupo 1 - C. D. Lugo - C. D. Guadalajara - C. D. Leganés - R. S. D. Alcalá - U. D. Vecindario | Grupo 2 - C. D. Mirandés - S. D. Eibar - Deportivo Alavés - Real Unión Club - C. F. Palencia - U. D. Logroñés - Real Oviedo | Grupo 3 - C. E. Sabadell F. C. - C. F. Badalona - C. D. Alcoyano - Orihuela C. F. - C. E. L'Hospitalet - Club Lleida Esportiu - U. E. Sant Andreu | Grupo 4 - Real Murcia C. F. - Cádiz C. F. - U. D. Melilla - C. D. San Roque de Lepe - A. D. Ceuta - C. D. Roquetas - Real Jaén C. F. |

### Tercera División
Los dieciocho equipos campeones de los grupos de Tercera División 2010-11 (en caso de que un equipo filial sea campeón de su grupo la plaza se adjudica al equipo no filial mejor clasificado):
| - C. C. D. Cerceda - Club Marino de Luanco - S. D. Noja - S. D. Amorebieta - U. E. Llagostera - C. D. Olímpic de Xàtiva - Fútbol Alcobendas Sport - Burgos C. F. - C. D. Comarca de Níjar | - Real Balompédica Linense - C. D. Manacor - U. D. Lanzarote - UCAM Murcia C. F. - C. F. Villanovense - C. D. Tudelano - Náxara C. D. - Andorra C. F. - C. D. Toledo |

## Primera ronda
La primera ronda del torneo la disputaron los cuarenta y cuatro equipos de Segunda División B y Tercera División, de los cuales ocho quedaron exentos. La eliminatoria se decidió a partido único el día 31 de agosto de 2011, en el campo de los clubes cuyas bolas del sorteo fueron extraídas en primer lugar. Además, se tuvo en cuenta la proximidad geográfica según la cual se conformaron los grupos en Segunda División B, por lo que la Real Federación Española de Fútbol intentó que los desplazamientos fuesen lo más cortos posible.
| Local                    | Resultado      | Visitante               |
| ------------------------ | -------------- | ----------------------- |
| Club Marino de Luanco    | 3 - 1          | C. D. Toledo            |
| C. D. Lugo               | 1 - 3          | Real Oviedo             |
| Real Jaén C. F.          | 3 - 0          | A. D. Ceuta             |
| U. D. Melilla            | 0 - 1          | C. F. Villanovense      |
| Real Balompédica Linense | 3 - 1          | C. F. Badalona          |
| UCAM Murcia C. F.        | 0 - 0 (7-6 p.) | C. D. Comarca de Níjar  |
| U. E. Llagostera         | 4 - 2          | C. D. Olímpic de Xàtiva |
| Andorra C. F.            | 3 - 1          | Club Lleida Esportiu    |
| C. D. Manacor            | 1 - 4          | C. E. L'Hospitalet      |
| Fútbol Alcobendas Sport  | 0 - 1          | U. D. Lanzarote         |
| C. D. Leganés            | 3 - 1          | U. D. Vecindario        |
| C. C. D. Cerceda         | 2 - 0          | C. D. Tenerife          |
| Náxara C. D.             | 0 - 3          | U. D. Salamanca         |
| S. D. Noja               | 2 - 1          | Real Unión Club         |
| C. D. Tudelano           | 2 - 2 (4-5 p.) | S. D. Ponferradina      |
| Burgos C. F.             | 0 - 1          | S. D. Eibar             |
| S. D. Amorebieta         | 0 - 1          | C. D. Mirandés          |
| C. F. Palencia           | 1 - 3          | U. D. Logroñés          |

## Segunda ronda
La segunda ronda del torneo la disputaron los dieciocho vencedores de la primera ronda, los ocho equipos exentos de la misma y los veinte equipos de Segunda División. Los equipos de Segunda debieron, obligatoriamente, enfrentarse entre sí. La eliminatoria se jugó a partido único entre los días 6, 7 y 9 de septiembre de 2011.
| Local                        | Resultado      | Visitante                   |
| ---------------------------- | -------------- | --------------------------- |
| Club Marino de Luanco        | 2 - 2 (2-4 p.) | Andorra C. F.               |
| Real Oviedo                  | 1 - 1 (3-2 p.) | U. D. Salamanca             |
| Albacete Balompié            | 1 - 0          | Real Jaén C. F.             |
| C. D. San Roque de Lepe      | 2 - 0          | C. F. Villanovense          |
| UCAM Murcia C. F.            | 0 - 1          | Deportivo Alavés            |
| U. E. Llagostera             | 2 - 1          | C. C. D. Cerceda            |
| C. E. L'Hospitalet           | 3 - 2          | C. D. Leganés               |
| S. D. Ponferradina           | 3 - 0          | C. D. Roquetas              |
| S. D. Eibar                  | 4 - 0          | U. D. Lanzarote             |
| C. D. Mirandés               | 3 - 1          | Real Balompédica Linense    |
| S. D. Noja                   | 0 - 2          | U. D. Logroñés              |
| U. E. Sant Andreu            | 0 - 1          | Orihuela C. F.              |
| Cádiz C. F.                  | 3 - 1          | R. S. D. Alcalá             |
| Real Valladolid C. F.        | 6 - 0          | Club Gimnàstic de Tarragona |
| Real Murcia C. F.            | 0 - 1          | Córdoba C. F.               |
| A. D. Alcorcón               | 2 - 1          | C. E. Sabadell F. C.        |
| R. C. Recreativo de Huelva   | 0 - 2          | Elche C. F.                 |
| R. C. Celta de Vigo          | 2 - 0          | U. D. Las Palmas            |
| F. C. Cartagena              | 0 - 0 (3-5 p.) | C. D. Numancia de Soria     |
| R. C. Deportivo de La Coruña | 5 - 1          | Girona F. C.                |
| U. D. Almería                | 2 - 0          | C. D. Guadalajara           |
| S. D. Huesca                 | 1 - 0          | Xerez C. D.                 |
| Hércules C. F.               | 0 - 3(1)       | C. D. Alcoyano              |

## Tercera ronda
La tercera ronda del torneo la disputaron los veintitrés vencedores de la segunda eliminatoria, de los cuales uno quedó exento. Los equipos de Segunda División, de nuevo, se enfrentaron obligatoriamente entre sí. La eliminatoria se jugó a partido único el día 12 de octubre de 2011.
| Local                        | Resultado      | Visitante               |
| ---------------------------- | -------------- | ----------------------- |
| Orihuela C. F.               | 1 - 3          | Cádiz C. F.             |
| Albacete Balompié            | 1 - 0          | Deportivo Alavés        |
| Andorra C. F.                | 1 - 3          | C. D. San Roque de Lepe |
| S. D. Eibar                  | 0 - 1          | S. D. Ponferradina      |
| U. E. Llagostera             | 0 - 1          | C. E. L'Hospitalet      |
| C. D. Mirandés               | 3 - 1          | U. D. Logroñés          |
| A. D. Alcorcón               | 2 - 1          | C. D. Numancia de Soria |
| U. D. Almería                | 1 - 0          | Elche C. F.             |
| R. C. Celta de Vigo          | 4 - 1          | Real Valladolid C. F.   |
| Córdoba C. F.                | 1 - 1 (3-2 p.) | S. D. Huesca            |
| R. C. Deportivo de La Coruña | 2 - 1          | C. D. Alcoyano          |

## Cuarta Ronda
En la cuarta ronda participaron los once equipos vencedores de la tercera ronda, el club exento de la misma y los veinte equipos de Primera División. La eliminatoria se disputó a doble partido entre los días 8 y 13 de diciembre, los encuentros de ida; y 20, 21 y 22 de diciembre de 2011, los de vuelta. El partido de ida entre el C. E. L'Hospitalet y el F. C. Barcelona tuvo lugar el 9 de noviembre.
| Local ida                    | Resultado global | Local vuelta             | Ida   | Vuelta |
| ---------------------------- | ---------------- | ------------------------ | ----- | ------ |
| Cádiz C. F.                  | 0 - 4            | Valencia C. F.           | 0 - 0 | 0 - 4  |
| C. E. L'Hospitalet           | 0 - 10           | F. C. Barcelona          | 0 - 1 | 0 - 9  |
| S. D. Ponferradina           | 1 - 7            | Real Madrid C. F.        | 0 - 2 | 1 - 5  |
| C. D. Mirandés               | 3 - 1            | Villarreal C. F.         | 1 - 1 | 2 - 0  |
| C. D. San Roque de Lepe      | 1 - 3            | Sevilla F. C.            | 0 - 1 | 1 - 2  |
| Albacete Balompié            | 3 - 1            | Club Atlético de Madrid  | 2 - 1 | 1 - 0  |
| Real Oviedo                  | 0 - 2            | Athletic Club            | 0 - 1 | 0 - 1  |
| U. D. Almería                | 2 - 4            | C. A. Osasuna            | 1 - 3 | 1 - 1  |
| A. D. Alcorcón               | 3 - 1            | Real Zaragoza            | 1 - 1 | 2 - 0  |
| R. C. Celta de Vigo          | 2 - 4            | R. C. D. Espanyol        | 0 - 0 | 2 - 4  |
| Córdoba C. F.                | 2 - 2 (v.)       | Real Betis Balompié      | 1 - 0 | 1 - 2  |
| R. C. Deportivo de La Coruña | 4 - 5 (pró.)     | Levante U. D.            | 3 - 1 | 1 - 4  |
| R. C. D. Mallorca            | 2 - 1            | Real Sporting de Gijón   | 0 - 1 | 2 - 0  |
| Racing de Santander          | 6 - 6 (v.)       | Rayo Vallecano de Madrid | 3 - 2 | 3 - 4  |
| Getafe C. F.                 | 2 - 3            | Málaga C. F.             | 0 - 1 | 2 - 2  |
| Real Sociedad de Fútbol      | 5 - 3            | Granada C. F.            | 4 - 1 | 1 - 2  |

## Fase final
La fase final consistió en tres rondas eliminatorias a doble partido con sorteo puro entre los vencedores de la ronda de dieciseisavos. El sorteo tuvo lugar el día 23 de diciembre de 2011 y determinó los siguientes enfrentamientos:
|  | Dieciseisavos de final                                                   | Dieciseisavos de final                                                   | Dieciseisavos de final                                                   | Dieciseisavos de final                                                   |   |               | Octavos de final                                                | Octavos de final                                                | Octavos de final                                                | Octavos de final                                                |  |               | Cuartos de final                                                 | Cuartos de final                                                 | Cuartos de final                                                 | Cuartos de final                                                 |  |          | Semifinales                                                                | Semifinales                                                                | Semifinales                                                                | Semifinales                                                                |  |               | Final                                               | Final                                               |  |
|  | 8 y 13 de diciembre de 2011 (ida) 20 al 22 de diciembre de 2011 (vuelta) | 8 y 13 de diciembre de 2011 (ida) 20 al 22 de diciembre de 2011 (vuelta) | 8 y 13 de diciembre de 2011 (ida) 20 al 22 de diciembre de 2011 (vuelta) | 8 y 13 de diciembre de 2011 (ida) 20 al 22 de diciembre de 2011 (vuelta) |   |               | 3 al 5 de enero de 2012 (ida) 10 y 12 de enero de 2012 (vuelta) | 3 al 5 de enero de 2012 (ida) 10 y 12 de enero de 2012 (vuelta) | 3 al 5 de enero de 2012 (ida) 10 y 12 de enero de 2012 (vuelta) | 3 al 5 de enero de 2012 (ida) 10 y 12 de enero de 2012 (vuelta) |  |               | 17 y 19 de enero de 2012 (ida) 24 y 26 de enero de 2012 (vuelta) | 17 y 19 de enero de 2012 (ida) 24 y 26 de enero de 2012 (vuelta) | 17 y 19 de enero de 2012 (ida) 24 y 26 de enero de 2012 (vuelta) | 17 y 19 de enero de 2012 (ida) 24 y 26 de enero de 2012 (vuelta) |  |          | 31 de enero y 1 de febrero de 2012 (ida) 7 y 8 de febrero de 2012 (vuelta) | 31 de enero y 1 de febrero de 2012 (ida) 7 y 8 de febrero de 2012 (vuelta) | 31 de enero y 1 de febrero de 2012 (ida) 7 y 8 de febrero de 2012 (vuelta) | 31 de enero y 1 de febrero de 2012 (ida) 7 y 8 de febrero de 2012 (vuelta) |  |               | 25 de mayo de 2012 Estadio Vicente Calderón, Madrid | 25 de mayo de 2012 Estadio Vicente Calderón, Madrid |  |
|  |                                                                          |                                                                          |                                                                          |                                                                          |   |               |                                                                 |                                                                 |                                                                 |                                                                 |  |               |                                                                  |                                                                  |                                                                  |                                                                  |  |          |                                                                            |                                                                            |                                                                            |                                                                            |  |               |                                                     |                                                     |  |
|  |                                                                          |                                                                          |                                                                          |                                                                          |   |               |                                                                 |                                                                 |                                                                 |                                                                 |  |               |                                                                  |                                                                  |                                                                  |                                                                  |  |          |                                                                            |                                                                            |                                                                            |                                                                            |  |               |                                                     |                                                     |  |
|  | Córdoba (v.)                                                             | 1                                                                        | 1                                                                        | 2                                                                        |   |               |                                                                 |                                                                 |                                                                 |                                                                 |  |               |                                                                  |                                                                  |                                                                  |                                                                  |  |          |                                                                            |                                                                            |                                                                            |                                                                            |  |               |                                                     |                                                     |  |
|  | Córdoba (v.)                                                             | 1                                                                        | 1                                                                        | 2                                                                        |   |               |                                                                 |                                                                 |                                                                 |                                                                 |  |               |                                                                  |                                                                  |                                                                  |                                                                  |  |          |                                                                            |                                                                            |                                                                            |                                                                            |  |               |                                                     |                                                     |  |
|  | Real Betis                                                               | 0                                                                        | 2                                                                        | 2                                                                        |   |               |                                                                 |                                                                 |                                                                 |                                                                 |  |               |                                                                  |                                                                  |                                                                  |                                                                  |  |          |                                                                            |                                                                            |                                                                            |                                                                            |  |               |                                                     |                                                     |  |
|  | Real Betis                                                               | 0                                                                        | 2                                                                        | 2                                                                        |   | Córdoba       | 2                                                               | 2                                                               | 4                                                               |                                                                 |  |               |                                                                  |                                                                  |                                                                  |                                                                  |  |          |                                                                            |                                                                            |                                                                            |                                                                            |  |               |                                                     |                                                     |  |
|  |                                                                          |                                                                          |                                                                          |                                                                          |   | Córdoba       | 2                                                               | 2                                                               | 4                                                               |                                                                 |  |               |                                                                  |                                                                  |                                                                  |                                                                  |  |          |                                                                            |                                                                            |                                                                            |                                                                            |  |               |                                                     |                                                     |  |
|  |                                                                          |                                                                          | Espanyol                                                                 | 1                                                                        | 4 | 5             |                                                                 |                                                                 |                                                                 |                                                                 |  |               |                                                                  |                                                                  |                                                                  |                                                                  |  |          |                                                                            |                                                                            |                                                                            |                                                                            |  |               |                                                     |                                                     |  |
|  | Celta de Vigo                                                            | 0                                                                        | Espanyol                                                                 | 1                                                                        | 4 | 5             | 2                                                               | 2                                                               |                                                                 |                                                                 |  |               |                                                                  |                                                                  |                                                                  |                                                                  |  |          |                                                                            |                                                                            |                                                                            |                                                                            |  |               |                                                     |                                                     |  |
|  | Celta de Vigo                                                            | 0                                                                        |                                                                          |                                                                          |   |               |                                                                 |                                                                 |                                                                 |                                                                 |  |               |                                                                  |                                                                  |                                                                  |                                                                  |  |          |                                                                            |                                                                            |                                                                            |                                                                            |  |               |                                                     |                                                     |  |
|  | Espanyol                                                                 | 0                                                                        | 4                                                                        | 4                                                                        |   |               |                                                                 |                                                                 |                                                                 |                                                                 |  |               |                                                                  |                                                                  |                                                                  |                                                                  |  |          |                                                                            |                                                                            |                                                                            |                                                                            |  |               |                                                     |                                                     |  |
|  | Espanyol                                                                 | 0                                                                        | 4                                                                        | 4                                                                        |   |               |                                                                 |                                                                 |                                                                 |                                                                 |  | Espanyol      | 3                                                                | 1                                                                | 4                                                                |                                                                  |  |          |                                                                            |                                                                            |                                                                            |                                                                            |  |               |                                                     |                                                     |  |
|  |                                                                          |                                                                          |                                                                          |                                                                          |   |               |                                                                 |                                                                 |                                                                 |                                                                 |  | Espanyol      | 3                                                                | 1                                                                | 4                                                                |                                                                  |  |          |                                                                            |                                                                            |                                                                            |                                                                            |  |               |                                                     |                                                     |  |
|  |                                                                          |                                                                          | Mirandés (v.)                                                            | 2                                                                        | 2 | 4             |                                                                 |                                                                 |                                                                 |                                                                 |  |               |                                                                  |                                                                  |                                                                  |                                                                  |  |          |                                                                            |                                                                            |                                                                            |                                                                            |  |               |                                                     |                                                     |  |
|  | Mirandés                                                                 | 1                                                                        | Mirandés (v.)                                                            | 2                                                                        | 2 | 4             | 2                                                               | 3                                                               |                                                                 |                                                                 |  |               |                                                                  |                                                                  |                                                                  |                                                                  |  |          |                                                                            |                                                                            |                                                                            |                                                                            |  |               |                                                     |                                                     |  |
|  | Mirandés                                                                 | 1                                                                        |                                                                          |                                                                          |   |               |                                                                 |                                                                 |                                                                 |                                                                 |  |               |                                                                  |                                                                  |                                                                  |                                                                  |  |          |                                                                            |                                                                            |                                                                            |                                                                            |  |               |                                                     |                                                     |  |
|  | Villarreal                                                               | 1                                                                        | 0                                                                        | 1                                                                        |   |               |                                                                 |                                                                 |                                                                 |                                                                 |  |               |                                                                  |                                                                  |                                                                  |                                                                  |  |          |                                                                            |                                                                            |                                                                            |                                                                            |  |               |                                                     |                                                     |  |
|  | Villarreal                                                               | 1                                                                        | 0                                                                        | 1                                                                        |   | Mirandés      | 2                                                               | 1                                                               | 3                                                               |                                                                 |  |               |                                                                  |                                                                  |                                                                  |                                                                  |  |          |                                                                            |                                                                            |                                                                            |                                                                            |  |               |                                                     |                                                     |  |
|  |                                                                          |                                                                          |                                                                          |                                                                          |   | Mirandés      | 2                                                               | 1                                                               | 3                                                               |                                                                 |  |               |                                                                  |                                                                  |                                                                  |                                                                  |  |          |                                                                            |                                                                            |                                                                            |                                                                            |  |               |                                                     |                                                     |  |
|  |                                                                          |                                                                          | Racing de Santander                                                      | 0                                                                        | 1 | 1             |                                                                 |                                                                 |                                                                 |                                                                 |  |               |                                                                  |                                                                  |                                                                  |                                                                  |  |          |                                                                            |                                                                            |                                                                            |                                                                            |  |               |                                                     |                                                     |  |
|  | Racing de Santander (v.)                                                 | 3                                                                        | Racing de Santander                                                      | 0                                                                        | 1 | 1             | 3                                                               | 6                                                               |                                                                 |                                                                 |  |               |                                                                  |                                                                  |                                                                  |                                                                  |  |          |                                                                            |                                                                            |                                                                            |                                                                            |  |               |                                                     |                                                     |  |
|  | Racing de Santander (v.)                                                 | 3                                                                        |                                                                          |                                                                          |   |               |                                                                 |                                                                 |                                                                 |                                                                 |  |               |                                                                  |                                                                  |                                                                  |                                                                  |  |          |                                                                            |                                                                            |                                                                            |                                                                            |  |               |                                                     |                                                     |  |
|  | Rayo Vallecano                                                           | 2                                                                        | 4                                                                        | 6                                                                        |   |               |                                                                 |                                                                 |                                                                 |                                                                 |  |               |                                                                  |                                                                  |                                                                  |                                                                  |  |          |                                                                            |                                                                            |                                                                            |                                                                            |  |               |                                                     |                                                     |  |
|  | Rayo Vallecano                                                           | 2                                                                        | 4                                                                        | 6                                                                        |   |               |                                                                 |                                                                 |                                                                 |                                                                 |  |               |                                                                  |                                                                  |                                                                  |                                                                  |  | Mirandés | 1                                                                          | 2                                                                          | 3                                                                          |                                                                            |  |               |                                                     |                                                     |  |
|  |                                                                          |                                                                          |                                                                          |                                                                          |   |               |                                                                 |                                                                 |                                                                 |                                                                 |  |               |                                                                  |                                                                  |                                                                  |                                                                  |  | Mirandés | 1                                                                          | 2                                                                          | 3                                                                          |                                                                            |  |               |                                                     |                                                     |  |
|  |                                                                          |                                                                          | Athletic Club                                                            | 2                                                                        | 6 | 8             |                                                                 |                                                                 |                                                                 |                                                                 |  |               |                                                                  |                                                                  |                                                                  |                                                                  |  |          |                                                                            |                                                                            |                                                                            |                                                                            |  |               |                                                     |                                                     |  |
|  | Albacete                                                                 | 2                                                                        | Athletic Club                                                            | 2                                                                        | 6 | 8             | 1                                                               | 3                                                               |                                                                 |                                                                 |  |               |                                                                  |                                                                  |                                                                  |                                                                  |  |          |                                                                            |                                                                            |                                                                            |                                                                            |  |               |                                                     |                                                     |  |
|  | Albacete                                                                 | 2                                                                        |                                                                          |                                                                          |   |               |                                                                 |                                                                 |                                                                 |                                                                 |  |               |                                                                  |                                                                  |                                                                  |                                                                  |  |          |                                                                            |                                                                            |                                                                            |                                                                            |  |               |                                                     |                                                     |  |
|  | Atlético de Madrid                                                       | 1                                                                        | 0                                                                        | 1                                                                        |   |               |                                                                 |                                                                 |                                                                 |                                                                 |  |               |                                                                  |                                                                  |                                                                  |                                                                  |  |          |                                                                            |                                                                            |                                                                            |                                                                            |  |               |                                                     |                                                     |  |
|  | Atlético de Madrid                                                       | 1                                                                        | 0                                                                        | 1                                                                        |   | Albacete      | 0                                                               | 0                                                               | 0                                                               |                                                                 |  |               |                                                                  |                                                                  |                                                                  |                                                                  |  |          |                                                                            |                                                                            |                                                                            |                                                                            |  |               |                                                     |                                                     |  |
|  |                                                                          |                                                                          |                                                                          |                                                                          |   | Albacete      | 0                                                               | 0                                                               | 0                                                               |                                                                 |  |               |                                                                  |                                                                  |                                                                  |                                                                  |  |          |                                                                            |                                                                            |                                                                            |                                                                            |  |               |                                                     |                                                     |  |
|  |                                                                          |                                                                          | Athletic Club                                                            | 0                                                                        | 4 | 4             |                                                                 |                                                                 |                                                                 |                                                                 |  |               |                                                                  |                                                                  |                                                                  |                                                                  |  |          |                                                                            |                                                                            |                                                                            |                                                                            |  |               |                                                     |                                                     |  |
|  | Real Oviedo                                                              | 0                                                                        | Athletic Club                                                            | 0                                                                        | 4 | 4             | 0                                                               | 0                                                               |                                                                 |                                                                 |  |               |                                                                  |                                                                  |                                                                  |                                                                  |  |          |                                                                            |                                                                            |                                                                            |                                                                            |  |               |                                                     |                                                     |  |
|  | Real Oviedo                                                              | 0                                                                        |                                                                          |                                                                          |   |               |                                                                 |                                                                 |                                                                 |                                                                 |  |               |                                                                  |                                                                  |                                                                  |                                                                  |  |          |                                                                            |                                                                            |                                                                            |                                                                            |  |               |                                                     |                                                     |  |
|  | Athletic Club                                                            | 1                                                                        | 1                                                                        | 2                                                                        |   |               |                                                                 |                                                                 |                                                                 |                                                                 |  |               |                                                                  |                                                                  |                                                                  |                                                                  |  |          |                                                                            |                                                                            |                                                                            |                                                                            |  |               |                                                     |                                                     |  |
|  | Athletic Club                                                            | 1                                                                        | 1                                                                        | 2                                                                        |   |               |                                                                 |                                                                 |                                                                 |                                                                 |  | Athletic Club | 2                                                                | 1                                                                | 3                                                                |                                                                  |  |          |                                                                            |                                                                            |                                                                            |                                                                            |  |               |                                                     |                                                     |  |
|  |                                                                          |                                                                          |                                                                          |                                                                          |   |               |                                                                 |                                                                 |                                                                 |                                                                 |  | Athletic Club | 2                                                                | 1                                                                | 3                                                                |                                                                  |  |          |                                                                            |                                                                            |                                                                            |                                                                            |  |               |                                                     |                                                     |  |
|  |                                                                          |                                                                          | Mallorca                                                                 | 0                                                                        | 0 | 0             |                                                                 |                                                                 |                                                                 |                                                                 |  |               |                                                                  |                                                                  |                                                                  |                                                                  |  |          |                                                                            |                                                                            |                                                                            |                                                                            |  |               |                                                     |                                                     |  |
|  | Real Sociedad                                                            | 4                                                                        | Mallorca                                                                 | 0                                                                        | 0 | 0             | 1                                                               | 5                                                               |                                                                 |                                                                 |  |               |                                                                  |                                                                  |                                                                  |                                                                  |  |          |                                                                            |                                                                            |                                                                            |                                                                            |  |               |                                                     |                                                     |  |
|  | Real Sociedad                                                            | 4                                                                        |                                                                          |                                                                          |   |               |                                                                 |                                                                 |                                                                 |                                                                 |  |               |                                                                  |                                                                  |                                                                  |                                                                  |  |          |                                                                            |                                                                            |                                                                            |                                                                            |  |               |                                                     |                                                     |  |
|  | Granada                                                                  | 1                                                                        | 2                                                                        | 3                                                                        |   |               |                                                                 |                                                                 |                                                                 |                                                                 |  |               |                                                                  |                                                                  |                                                                  |                                                                  |  |          |                                                                            |                                                                            |                                                                            |                                                                            |  |               |                                                     |                                                     |  |
|  | Granada                                                                  | 1                                                                        | 2                                                                        | 3                                                                        |   | Real Sociedad | 2                                                               | 1                                                               | 3                                                               |                                                                 |  |               |                                                                  |                                                                  |                                                                  |                                                                  |  |          |                                                                            |                                                                            |                                                                            |                                                                            |  |               |                                                     |                                                     |  |
|  |                                                                          |                                                                          |                                                                          |                                                                          |   | Real Sociedad | 2                                                               | 1                                                               | 3                                                               |                                                                 |  |               |                                                                  |                                                                  |                                                                  |                                                                  |  |          |                                                                            |                                                                            |                                                                            |                                                                            |  |               |                                                     |                                                     |  |
|  |                                                                          |                                                                          | Mallorca                                                                 | 0                                                                        | 6 | 6             |                                                                 |                                                                 |                                                                 |                                                                 |  |               |                                                                  |                                                                  |                                                                  |                                                                  |  |          |                                                                            |                                                                            |                                                                            |                                                                            |  |               |                                                     |                                                     |  |
|  | Mallorca                                                                 | 0                                                                        | Mallorca                                                                 | 0                                                                        | 6 | 6             | 2                                                               | 2                                                               |                                                                 |                                                                 |  |               |                                                                  |                                                                  |                                                                  |                                                                  |  |          |                                                                            |                                                                            |                                                                            |                                                                            |  |               |                                                     |                                                     |  |
|  | Mallorca                                                                 | 0                                                                        |                                                                          |                                                                          |   |               |                                                                 |                                                                 |                                                                 |                                                                 |  |               |                                                                  |                                                                  |                                                                  |                                                                  |  |          |                                                                            |                                                                            |                                                                            |                                                                            |  |               |                                                     |                                                     |  |
|  | Sporting de Gijón                                                        | 1                                                                        | 0                                                                        | 1                                                                        |   |               |                                                                 |                                                                 |                                                                 |                                                                 |  |               |                                                                  |                                                                  |                                                                  |                                                                  |  |          |                                                                            |                                                                            |                                                                            |                                                                            |  |               |                                                     |                                                     |  |
|  | Sporting de Gijón                                                        | 1                                                                        | 0                                                                        | 1                                                                        |   |               |                                                                 |                                                                 |                                                                 |                                                                 |  |               |                                                                  |                                                                  |                                                                  |                                                                  |  |          |                                                                            |                                                                            |                                                                            |                                                                            |  | Athletic Club | 0                                                   |                                                     |  |
|  |                                                                          |                                                                          |                                                                          |                                                                          |   |               |                                                                 |                                                                 |                                                                 |                                                                 |  |               |                                                                  |                                                                  |                                                                  |                                                                  |  |          |                                                                            |                                                                            |                                                                            |                                                                            |  | Athletic Club | 0                                                   |                                                     |  |
|  |                                                                          |                                                                          | Barcelona                                                                | 3                                                                        |   |               |                                                                 |                                                                 |                                                                 |                                                                 |  |               |                                                                  |                                                                  |                                                                  |                                                                  |  |          |                                                                            |                                                                            |                                                                            |                                                                            |  |               |                                                     |                                                     |  |
|  | Cádiz                                                                    | 0                                                                        | Barcelona                                                                | 3                                                                        | 0 | 0             |                                                                 |                                                                 |                                                                 |                                                                 |  |               |                                                                  |                                                                  |                                                                  |                                                                  |  |          |                                                                            |                                                                            |                                                                            |                                                                            |  |               |                                                     |                                                     |  |
|  | Cádiz                                                                    | 0                                                                        |                                                                          |                                                                          |   |               |                                                                 |                                                                 |                                                                 |                                                                 |  |               |                                                                  |                                                                  |                                                                  |                                                                  |  |          |                                                                            |                                                                            |                                                                            |                                                                            |  |               |                                                     |                                                     |  |
|  | Valencia                                                                 | 0                                                                        | 4                                                                        | 4                                                                        |   |               |                                                                 |                                                                 |                                                                 |                                                                 |  |               |                                                                  |                                                                  |                                                                  |                                                                  |  |          |                                                                            |                                                                            |                                                                            |                                                                            |  |               |                                                     |                                                     |  |
|  | Valencia                                                                 | 0                                                                        | 4                                                                        | 4                                                                        |   | Valencia (v.) | 1                                                               | 1                                                               | 2                                                               |                                                                 |  |               |                                                                  |                                                                  |                                                                  |                                                                  |  |          |                                                                            |                                                                            |                                                                            |                                                                            |  |               |                                                     |                                                     |  |
|  |                                                                          |                                                                          |                                                                          |                                                                          |   | Valencia (v.) | 1                                                               | 1                                                               | 2                                                               |                                                                 |  |               |                                                                  |                                                                  |                                                                  |                                                                  |  |          |                                                                            |                                                                            |                                                                            |                                                                            |  |               |                                                     |                                                     |  |
|  |                                                                          |                                                                          | Sevilla                                                                  | 0                                                                        | 2 | 2             |                                                                 |                                                                 |                                                                 |                                                                 |  |               |                                                                  |                                                                  |                                                                  |                                                                  |  |          |                                                                            |                                                                            |                                                                            |                                                                            |  |               |                                                     |                                                     |  |
|  | San Roque de Lepe                                                        | 0                                                                        | Sevilla                                                                  | 0                                                                        | 2 | 2             | 1                                                               | 1                                                               |                                                                 |                                                                 |  |               |                                                                  |                                                                  |                                                                  |                                                                  |  |          |                                                                            |                                                                            |                                                                            |                                                                            |  |               |                                                     |                                                     |  |
|  | San Roque de Lepe                                                        | 0                                                                        |                                                                          |                                                                          |   |               |                                                                 |                                                                 |                                                                 |                                                                 |  |               |                                                                  |                                                                  |                                                                  |                                                                  |  |          |                                                                            |                                                                            |                                                                            |                                                                            |  |               |                                                     |                                                     |  |
|  | Sevilla                                                                  | 1                                                                        | 2                                                                        | 3                                                                        |   |               |                                                                 |                                                                 |                                                                 |                                                                 |  |               |                                                                  |                                                                  |                                                                  |                                                                  |  |          |                                                                            |                                                                            |                                                                            |                                                                            |  |               |                                                     |                                                     |  |
|  | Sevilla                                                                  | 1                                                                        | 2                                                                        | 3                                                                        |   |               |                                                                 |                                                                 |                                                                 |                                                                 |  | Valencia      | 4                                                                | 3                                                                | 7                                                                |                                                                  |  |          |                                                                            |                                                                            |                                                                            |                                                                            |  |               |                                                     |                                                     |  |
|  |                                                                          |                                                                          |                                                                          |                                                                          |   |               |                                                                 |                                                                 |                                                                 |                                                                 |  | Valencia      | 4                                                                | 3                                                                | 7                                                                |                                                                  |  |          |                                                                            |                                                                            |                                                                            |                                                                            |  |               |                                                     |                                                     |  |
|  |                                                                          |                                                                          | Levante                                                                  | 1                                                                        | 0 | 1             |                                                                 |                                                                 |                                                                 |                                                                 |  |               |                                                                  |                                                                  |                                                                  |                                                                  |  |          |                                                                            |                                                                            |                                                                            |                                                                            |  |               |                                                     |                                                     |  |
|  | Alcorcón                                                                 | 1                                                                        | Levante                                                                  | 1                                                                        | 0 | 1             | 2                                                               | 3                                                               |                                                                 |                                                                 |  |               |                                                                  |                                                                  |                                                                  |                                                                  |  |          |                                                                            |                                                                            |                                                                            |                                                                            |  |               |                                                     |                                                     |  |
|  | Alcorcón                                                                 | 1                                                                        |                                                                          |                                                                          |   |               |                                                                 |                                                                 |                                                                 |                                                                 |  |               |                                                                  |                                                                  |                                                                  |                                                                  |  |          |                                                                            |                                                                            |                                                                            |                                                                            |  |               |                                                     |                                                     |  |
|  | Real Zaragoza                                                            | 1                                                                        | 0                                                                        | 1                                                                        |   |               |                                                                 |                                                                 |                                                                 |                                                                 |  |               |                                                                  |                                                                  |                                                                  |                                                                  |  |          |                                                                            |                                                                            |                                                                            |                                                                            |  |               |                                                     |                                                     |  |
|  | Real Zaragoza                                                            | 1                                                                        | 0                                                                        | 1                                                                        |   | Alcorcón      | 2                                                               | 0                                                               | 2                                                               |                                                                 |  |               |                                                                  |                                                                  |                                                                  |                                                                  |  |          |                                                                            |                                                                            |                                                                            |                                                                            |  |               |                                                     |                                                     |  |
|  |                                                                          |                                                                          |                                                                          |                                                                          |   | Alcorcón      | 2                                                               | 0                                                               | 2                                                               |                                                                 |  |               |                                                                  |                                                                  |                                                                  |                                                                  |  |          |                                                                            |                                                                            |                                                                            |                                                                            |  |               |                                                     |                                                     |  |
|  |                                                                          |                                                                          | Levante                                                                  | 1                                                                        | 4 | 5             |                                                                 |                                                                 |                                                                 |                                                                 |  |               |                                                                  |                                                                  |                                                                  |                                                                  |  |          |                                                                            |                                                                            |                                                                            |                                                                            |  |               |                                                     |                                                     |  |
|  | Deportivo La Coruña                                                      | 3                                                                        | Levante                                                                  | 1                                                                        | 4 | 5             | 1                                                               | 4                                                               |                                                                 |                                                                 |  |               |                                                                  |                                                                  |                                                                  |                                                                  |  |          |                                                                            |                                                                            |                                                                            |                                                                            |  |               |                                                     |                                                     |  |
|  | Deportivo La Coruña                                                      | 3                                                                        |                                                                          |                                                                          |   |               |                                                                 |                                                                 |                                                                 |                                                                 |  |               |                                                                  |                                                                  |                                                                  |                                                                  |  |          |                                                                            |                                                                            |                                                                            |                                                                            |  |               |                                                     |                                                     |  |
|  | Levante (t. s.)                                                          | 1                                                                        | 4                                                                        | 5                                                                        |   |               |                                                                 |                                                                 |                                                                 |                                                                 |  |               |                                                                  |                                                                  |                                                                  |                                                                  |  |          |                                                                            |                                                                            |                                                                            |                                                                            |  |               |                                                     |                                                     |  |
|  | Levante (t. s.)                                                          | 1                                                                        | 4                                                                        | 5                                                                        |   |               |                                                                 |                                                                 |                                                                 |                                                                 |  |               |                                                                  |                                                                  |                                                                  |                                                                  |  | Valencia | 1                                                                          | 0                                                                          | 1                                                                          |                                                                            |  |               |                                                     |                                                     |  |
|  |                                                                          |                                                                          |                                                                          |                                                                          |   |               |                                                                 |                                                                 |                                                                 |                                                                 |  |               |                                                                  |                                                                  |                                                                  |                                                                  |  | Valencia | 1                                                                          | 0                                                                          | 1                                                                          |                                                                            |  |               |                                                     |                                                     |  |
|  |                                                                          |                                                                          | Barcelona                                                                | 1                                                                        | 2 | 3             |                                                                 |                                                                 |                                                                 |                                                                 |  |               |                                                                  |                                                                  |                                                                  |                                                                  |  |          |                                                                            |                                                                            |                                                                            |                                                                            |  |               |                                                     |                                                     |  |
|  | Ponferradina                                                             | 0                                                                        | Barcelona                                                                | 1                                                                        | 2 | 3             | 1                                                               | 1                                                               |                                                                 |                                                                 |  |               |                                                                  |                                                                  |                                                                  |                                                                  |  |          |                                                                            |                                                                            |                                                                            |                                                                            |  |               |                                                     |                                                     |  |
|  | Ponferradina                                                             | 0                                                                        |                                                                          |                                                                          |   |               |                                                                 |                                                                 |                                                                 |                                                                 |  |               |                                                                  |                                                                  |                                                                  |                                                                  |  |          |                                                                            |                                                                            |                                                                            |                                                                            |  |               |                                                     |                                                     |  |
|  | Real Madrid                                                              | 2                                                                        | 5                                                                        | 7                                                                        |   |               |                                                                 |                                                                 |                                                                 |                                                                 |  |               |                                                                  |                                                                  |                                                                  |                                                                  |  |          |                                                                            |                                                                            |                                                                            |                                                                            |  |               |                                                     |                                                     |  |
|  | Real Madrid                                                              | 2                                                                        | 5                                                                        | 7                                                                        |   | Real Madrid   | 3                                                               | 1                                                               | 4                                                               |                                                                 |  |               |                                                                  |                                                                  |                                                                  |                                                                  |  |          |                                                                            |                                                                            |                                                                            |                                                                            |  |               |                                                     |                                                     |  |
|  |                                                                          |                                                                          |                                                                          |                                                                          |   | Real Madrid   | 3                                                               | 1                                                               | 4                                                               |                                                                 |  |               |                                                                  |                                                                  |                                                                  |                                                                  |  |          |                                                                            |                                                                            |                                                                            |                                                                            |  |               |                                                     |                                                     |  |
|  |                                                                          |                                                                          | Málaga                                                                   | 2                                                                        | 0 | 2             |                                                                 |                                                                 |                                                                 |                                                                 |  |               |                                                                  |                                                                  |                                                                  |                                                                  |  |          |                                                                            |                                                                            |                                                                            |                                                                            |  |               |                                                     |                                                     |  |
|  | Getafe                                                                   | 0                                                                        | Málaga                                                                   | 2                                                                        | 0 | 2             | 2                                                               | 2                                                               |                                                                 |                                                                 |  |               |                                                                  |                                                                  |                                                                  |                                                                  |  |          |                                                                            |                                                                            |                                                                            |                                                                            |  |               |                                                     |                                                     |  |
|  | Getafe                                                                   | 0                                                                        |                                                                          |                                                                          |   |               |                                                                 |                                                                 |                                                                 |                                                                 |  |               |                                                                  |                                                                  |                                                                  |                                                                  |  |          |                                                                            |                                                                            |                                                                            |                                                                            |  |               |                                                     |                                                     |  |
|  | Málaga                                                                   | 1                                                                        | 2                                                                        | 3                                                                        |   |               |                                                                 |                                                                 |                                                                 |                                                                 |  |               |                                                                  |                                                                  |                                                                  |                                                                  |  |          |                                                                            |                                                                            |                                                                            |                                                                            |  |               |                                                     |                                                     |  |
|  | Málaga                                                                   | 1                                                                        | 2                                                                        | 3                                                                        |   |               |                                                                 |                                                                 |                                                                 |                                                                 |  | Real Madrid   | 1                                                                | 2                                                                | 3                                                                |                                                                  |  |          |                                                                            |                                                                            |                                                                            |                                                                            |  |               |                                                     |                                                     |  |
|  |                                                                          |                                                                          |                                                                          |                                                                          |   |               |                                                                 |                                                                 |                                                                 |                                                                 |  | Real Madrid   | 1                                                                | 2                                                                | 3                                                                |                                                                  |  |          |                                                                            |                                                                            |                                                                            |                                                                            |  |               |                                                     |                                                     |  |
|  |                                                                          |                                                                          | Barcelona                                                                | 2                                                                        | 2 | 4             |                                                                 |                                                                 |                                                                 |                                                                 |  |               |                                                                  |                                                                  |                                                                  |                                                                  |  |          |                                                                            |                                                                            |                                                                            |                                                                            |  |               |                                                     |                                                     |  |
|  | L'Hospitalet                                                             | 0                                                                        | Barcelona                                                                | 2                                                                        | 2 | 4             | 0                                                               | 0                                                               |                                                                 |                                                                 |  |               |                                                                  |                                                                  |                                                                  |                                                                  |  |          |                                                                            |                                                                            |                                                                            |                                                                            |  |               |                                                     |                                                     |  |
|  | L'Hospitalet                                                             | 0                                                                        |                                                                          |                                                                          |   |               |                                                                 |                                                                 |                                                                 |                                                                 |  |               |                                                                  |                                                                  |                                                                  |                                                                  |  |          |                                                                            |                                                                            |                                                                            |                                                                            |  |               |                                                     |                                                     |  |
|  | Barcelona                                                                | 1                                                                        | 9                                                                        | 10                                                                       |   |               |                                                                 |                                                                 |                                                                 |                                                                 |  |               |                                                                  |                                                                  |                                                                  |                                                                  |  |          |                                                                            |                                                                            |                                                                            |                                                                            |  |               |                                                     |                                                     |  |
|  | Barcelona                                                                | 1                                                                        | 9                                                                        | 10                                                                       |   | Barcelona     | 4                                                               | 2                                                               | 6                                                               |                                                                 |  |               |                                                                  |                                                                  |                                                                  |                                                                  |  |          |                                                                            |                                                                            |                                                                            |                                                                            |  |               |                                                     |                                                     |  |
|  |                                                                          |                                                                          |                                                                          |                                                                          |   | Barcelona     | 4                                                               | 2                                                               | 6                                                               |                                                                 |  |               |                                                                  |                                                                  |                                                                  |                                                                  |  |          |                                                                            |                                                                            |                                                                            |                                                                            |  |               |                                                     |                                                     |  |
|  |                                                                          |                                                                          | Osasuna                                                                  | 0                                                                        | 1 | 1             |                                                                 |                                                                 |                                                                 |                                                                 |  |               |                                                                  |                                                                  |                                                                  |                                                                  |  |          |                                                                            |                                                                            |                                                                            |                                                                            |  |               |                                                     |                                                     |  |
|  | Almería                                                                  | 1                                                                        | Osasuna                                                                  | 0                                                                        | 1 | 1             | 1                                                               | 2                                                               |                                                                 |                                                                 |  |               |                                                                  |                                                                  |                                                                  |                                                                  |  |          |                                                                            |                                                                            |                                                                            |                                                                            |  |               |                                                     |                                                     |  |
|  | Almería                                                                  | 1                                                                        |                                                                          |                                                                          |   |               |                                                                 |                                                                 |                                                                 |                                                                 |  |               |                                                                  |                                                                  |                                                                  |                                                                  |  |          |                                                                            |                                                                            |                                                                            |                                                                            |  |               |                                                     |                                                     |  |
|  | Osasuna                                                                  | 3                                                                        | 1                                                                        | 4                                                                        |   |               |                                                                 |                                                                 |                                                                 |                                                                 |  |               |                                                                  |                                                                  |                                                                  |                                                                  |  |          |                                                                            |                                                                            |                                                                            |                                                                            |  |               |                                                     |                                                     |  |
|  | Osasuna                                                                  | 3                                                                        | 1                                                                        | 4                                                                        |   |               |                                                                 |                                                                 |                                                                 |                                                                 |  |               |                                                                  |                                                                  |                                                                  |                                                                  |  |          |                                                                            |                                                                            |                                                                            |                                                                            |  |               |                                                     |                                                     |  |
|  |                                                                          |                                                                          |                                                                          |                                                                          |   |               |                                                                 |                                                                 |                                                                 |                                                                 |  |               |                                                                  |                                                                  |                                                                  |                                                                  |  |          |                                                                            |                                                                            |                                                                            |                                                                            |  |               |                                                     |                                                     |  |

### Octavos de final
La eliminatoria se disputó a doble partido entre los días 3, 4 y 5 de enero, los encuentros de ida, y 10, 11 y 12 de enero de 2012, los de vuelta.
| Local ida               | Resultado global | Local vuelta        | Ida   | Vuelta |
| ----------------------- | ---------------- | ------------------- | ----- | ------ |
| Córdoba C. F.           | 4 - 5            | R. C. D. Espanyol   | 2 - 1 | 2 - 4  |
| C. D. Mirandés          | 3 - 1            | Racing de Santander | 2 - 0 | 1 - 1  |
| Albacete Balompié       | 0 - 4            | Athletic Club       | 0 - 0 | 0 - 4  |
| Real Sociedad de Fútbol | 3 - 6            | R. C. D. Mallorca   | 2 - 0 | 1 - 6  |
| Valencia C. F.          | 2 - 2 (g.v.)     | Sevilla F. C.       | 1 - 0 | 1 - 2  |
| A. D. Alcorcón          | 2 - 5            | Levante U. D.       | 2 - 1 | 0 - 4  |
| Real Madrid C. F.       | 4 - 2            | Málaga C. F.        | 3 - 2 | 0 - 1  |
| F. C. Barcelona         | 6 - 1            | C. A. Osasuna       | 4 - 0 | 2 - 1  |

#### Córdoba C. F. - R. C. D. Espanyol
| Ida; 5 de enero de 2012, 20:00 (CEST) | Córdoba C. F.                    | 2 - 1   | R. C. D. Espanyol | Estadio Nuevo Arcángel, Córdoba                                      |                                                                      |
|                                       | Borja García 82' · Caballero 84' | Reporte | Sergio García 37' | Asistencia: 19 300 espectadores Árbitro(s): Alberto Undiano Mallenco | Asistencia: 19 300 espectadores Árbitro(s): Alberto Undiano Mallenco |

| Vuelta; 11 de enero de 2012, 21:00 (CEST) | R. C. D. Espanyol             | 4 - 2   | Córdoba C. F.               | Estadio Cornellà-El Prat, Barcelona                           |                                                               |
|                                           | Álvaro 9' 20' 88' · Dídac 35' | Reporte | Alberto 40' · Pepe Díaz 50' | Asistencia: 22 109 espectadores Árbitro(s): Carlos Clos Gómez | Asistencia: 22 109 espectadores Árbitro(s): Carlos Clos Gómez |

#### C. D. Mirandés - Real Racing Club
| Ida; 3 de enero de 2012, 21:00 (CEST) | C. D. Mirandés                  | 2 - 0   | Real Racing Club de Santander | Estadio Municipal de Anduva, Miranda de Ebro                     |                                                                  |
|                                       | Pablo Infante 33' · Martins 45' | Reporte |                               | Asistencia: 5 184 espectadores Árbitro(s): César Muñiz Fernández | Asistencia: 5 184 espectadores Árbitro(s): César Muñiz Fernández |

| Vuelta; 10 de enero de 2012, 21:00 (CEST) | Real Racing Club de Santander | 1 - 1   | C. D. Mirandés         | Campos de Sport de El Sardinero, Santander                            |                                                                       |
|                                           | Munitis 34'                   | Reporte | Pablo Infante 72' (p.) | Asistencia: 9 000 espectadores Árbitro(s): Eduardo Iturralde González | Asistencia: 9 000 espectadores Árbitro(s): Eduardo Iturralde González |

#### Albacete Balompié - Athletic Club
| Ida; 3 de enero de 2012, 20:00 (CEST) | Albacete Balompié | 0 - 0   | Athletic Club | Estadio Carlos Belmonte, Albacete                                      |                                                                        |
|                                       |                   | Reporte |               | Asistencia: 12 000 espectadores Árbitro(s): Antonio Miguel Mateu Lahoz | Asistencia: 12 000 espectadores Árbitro(s): Antonio Miguel Mateu Lahoz |

| Vuelta; 12 de enero de 2012, 20:00 (CEST) | Athletic Club                                                | 4 - 0   | Albacete Balompié | Estadio de San Mamés, Bilbao                                         |                                                                      |
|                                           | Susaeta 24' · Ander Herrera 64' · Toquero 77' · San José 85' | Reporte |                   | Asistencia: 33 000 espectadores Árbitro(s): Xavier Estrada Fernández | Asistencia: 33 000 espectadores Árbitro(s): Xavier Estrada Fernández |

#### Real Sociedad - R. C. D. Mallorca
| Ida; 4 de enero de 2012, 20:00 (CEST) | Real Sociedad de Fútbol      | 2 - 0   | R. C. D. Mallorca | Estadio Municipal de Anoeta, San Sebastián                           |                                                                      |
|                                       | Aranburu 17' · Agirretxe 54' | Reporte |                   | Asistencia: 23 000 espectadores Árbitro(s): José Luis Paradas Romero | Asistencia: 23 000 espectadores Árbitro(s): José Luis Paradas Romero |

| Vuelta; 10 de enero de 2012, 20:00 (CEST) | R. C. D. Mallorca                                             | 6 - 1   | Real Sociedad de Fútbol | Iberostar Estadio, Palma de Mallorca                               |                                                                    |
|                                           | Chori Castro 34' 40' · Hemed 36' 59' · Nunes 38' · Alfaro 53' | Reporte | Ifrán 16'               | Asistencia: 6 500 espectadores Árbitro(s): Miguel Ángel Ayza Gámez | Asistencia: 6 500 espectadores Árbitro(s): Miguel Ángel Ayza Gámez |

#### Valencia C. F. - Sevilla F. C.
| Ida; 5 de enero de 2012, 22:00 (CEST) | Valencia C. F. | 1 - 0   | Sevilla F. C. | Estadio de Mestalla, Valencia                                       |                                                                     |
|                                       | Jonas 32'      | Reporte |               | Asistencia: 38 000 espectadores Árbitro(s): Javier Turienzo Álvarez | Asistencia: 38 000 espectadores Árbitro(s): Javier Turienzo Álvarez |

| Vuelta; 11 de enero de 2012, 22:00 (CEST)               | Sevilla F. C.                        | 2 - 1   | Valencia C. F. | Estadio Ramón Sánchez Pizjuán, Sevilla                                     |                                                                            |
|                                                         | Rakitić 69' · Víctor Ruiz 89' (p.p.) | Reporte | Soldado 66'    | Asistencia: 25 000 espectadores Árbitro(s): José Antonio Teixeira Vitienes | Asistencia: 25 000 espectadores Árbitro(s): José Antonio Teixeira Vitienes |
| Eliminatoria resuelta por la regla del gol de visitante |                                      |         |                |                                                                            |                                                                            |

#### A. D. Alcorcón - Levante U. D.
| Ida; 3 de enero de 2012, 21:00 (CEST) | A. D. Alcorcón         | 2 - 1   | Levante U. D. | Estadio Santo Domingo, Alcorcón                                      |                                                                      |
|                                       | Borja 13' · Nagore 51' | Reporte | Pallardó 23'  | Asistencia: 2 000 espectadores Árbitro(s): Pedro Jesús Pérez Montero | Asistencia: 2 000 espectadores Árbitro(s): Pedro Jesús Pérez Montero |

| Vuelta; 11 de enero de 2012, 20:00 (CEST) | Levante U. D.                                           | 4 - 0   | A. D. Alcorcón | Estadio Ciudad de Valencia, Valencia                                         |                                                                              |
|                                           | Barkero 22' · Roger 44' · Iborra 52' · Rubén Suárez 65' | Reporte |                | Asistencia: 10 000 espectadores Árbitro(s): Alfonso Javier Álvarez Izquierdo | Asistencia: 10 000 espectadores Árbitro(s): Alfonso Javier Álvarez Izquierdo |

#### Real Madrid C. F. - Málaga C. F.
| Ida; 3 de enero de 2012, 22:00 (CEST) | Real Madrid C. F.                       | 3 - 2   | Málaga C. F.                       | Estadio Santiago Bernabéu, Madrid                                      |                                                                        |
|                                       | Khedira 68' · Higuaín 69' · Benzema 77' | Reporte | Sergio Sánchez 9' · Demichelis 28' | Asistencia: 83 500 espectadores Árbitro(s): Fernando Teixeira Vitienes | Asistencia: 83 500 espectadores Árbitro(s): Fernando Teixeira Vitienes |

| Vuelta; 10 de enero de 2012, 22:00 (CEST) | Málaga C. F. | 0 - 1   | Real Madrid C. F. | Estadio La Rosaleda, Málaga                                         |                                                                     |
|                                           |              | Reporte | Benzema 72'       | Asistencia: 27 000 espectadores Árbitro(s): Miguel Ángel Pérez Lasa | Asistencia: 27 000 espectadores Árbitro(s): Miguel Ángel Pérez Lasa |

#### F. C. Barcelona - C. A. Osasuna
| Ida; 4 de enero de 2012, 22:00 (CEST) | F. C. Barcelona                  | 4 - 0   | C. A. Osasuna | Camp Nou, Barcelona                                                  |                                                                      |
|                                       | Fàbregas 13' 18' · Messi 71' 89' | Reporte |               | Asistencia: 64 124 espectadores Árbitro(s): David Fernández Borbalán | Asistencia: 64 124 espectadores Árbitro(s): David Fernández Borbalán |

| Vuelta; 12 de enero de 2012, 22:00 (CEST) | C. A. Osasuna | 1 - 2   | F. C. Barcelona                | Estadio Reyno de Navarra, Pamplona                                  |                                                                     |
|                                           | Lekić 40'     | Reporte | Alexis 49' · Sergi Roberto 72' | Asistencia: 12 498 espectadores Árbitro(s): Carlos Velasco Carballo | Asistencia: 12 498 espectadores Árbitro(s): Carlos Velasco Carballo |

### Cuartos de final
Los cuartos de final de la competición se jugaron a doble partido entre los días 17, 18 y 19 de enero, la ida, y el 24, 25 y 26 de enero de 2012, la vuelta.
| Local ida         | Resultado global | Local vuelta      | Ida   | Vuelta |
| ----------------- | ---------------- | ----------------- | ----- | ------ |
| R. C. D. Espanyol | 4 - 4 (g.v.)     | C. D. Mirandés    | 3 - 2 | 1 - 2  |
| Athletic Club     | 3 - 0            | R. C. D. Mallorca | 2 - 0 | 1 - 0  |
| Valencia C. F.    | 7 - 1            | Levante U. D.     | 4 - 1 | 3 - 0  |
| Real Madrid C. F. | 3 - 4            | F. C. Barcelona   | 1 - 2 | 2 - 2  |

#### R. C. D. Espanyol - C. D. Mirandés
| Ida; 17 de enero de 2012, 21:00 (CEST) | R. C. D. Espanyol                     | 3 - 2   | C. D. Mirandés                       | Estadio Cornellà-El Prat, Barcelona                                    |                                                                        |
|                                        | Weiss 84' · Rui Fonte 86' · Verdú 88' | Reporte | Alain Arroyo 27' · Pablo Infante 77' | Asistencia: 18 408 espectadores Árbitro(s): Antonio Miguel Mateu Lahoz | Asistencia: 18 408 espectadores Árbitro(s): Antonio Miguel Mateu Lahoz |

| Vuelta; 24 de enero de 2012, 21:30 (CEST)               | C. D. Mirandés                   | 2 - 1   | R. C. D. Espanyol | Estadio Municipal de Anduva, Miranda de Ebro                       |                                                                    |
|                                                         | Pablo Infante 58' · Caneda 90+2' | Reporte | Rui Fonte 46'     | Asistencia: 5 858 espectadores Árbitro(s): Miguel Ángel Ayza Gámez | Asistencia: 5 858 espectadores Árbitro(s): Miguel Ángel Ayza Gámez |
| Eliminatoria resuelta por la regla del gol de visitante |                                  |         |                   |                                                                    |                                                                    |

#### Athletic Club - R. C. D. Mallorca
| Ida; 18 de enero de 2012, 20:00 (CEST) | Athletic Club              | 2 - 0   | R. C. D. Mallorca | Estadio de San Mamés, Bilbao                                            |                                                                         |
|                                        | Llorente 34' · Muniain 58' | Reporte |                   | Asistencia: 38 000 espectadores Árbitro(s): José Luis González González | Asistencia: 38 000 espectadores Árbitro(s): José Luis González González |

| Vuelta; 25 de enero de 2012, 20:00 (CEST) | R. C. D. Mallorca | 0 - 1   | Athletic Club    | Iberostar Estadio, Palma de Mallorca                                |                                                                     |
|                                           |                   | Reporte | Ramis 75' (p.p.) | Asistencia: 10 990 espectadores Árbitro(s): Carlos del Cerro Grande | Asistencia: 10 990 espectadores Árbitro(s): Carlos del Cerro Grande |

#### Valencia C. F. - Levante U. D.
| Ida; 19 de enero de 2012, 21:30 (CEST) | Valencia C. F.                                        | 4 - 1   | Levante U. D. | Estadio de Mestalla, Valencia                                        |                                                                      |
|                                        | Jonas 24' · Soldado 30' · Piatti 44' · Tino Costa 89' | Reporte | Koné 36'      | Asistencia: 40 000 espectadores Árbitro(s): José Luis Paradas Romero | Asistencia: 40 000 espectadores Árbitro(s): José Luis Paradas Romero |

| Vuelta; 26 de enero de 2012, 21:30 (CEST) | Levante U. D. | 0 - 3   | Valencia C. F.              | Estadio Ciudad de Valencia, Valencia                                    |                                                                         |
|                                           |               | Reporte | Aduriz 25' · Piatti 29' 85' | Asistencia: 12 100 espectadores Árbitro(s): Ignacio Iglesias Villanueva | Asistencia: 12 100 espectadores Árbitro(s): Ignacio Iglesias Villanueva |

#### Real Madrid C. F. - F. C. Barcelona
| Ida; 18 de enero de 2012, 22:00 (CEST) | Real Madrid C. F.     | 1 - 2   | F. C. Barcelona        | Estadio Santiago Bernabéu, Madrid                                 |                                                                   |
|                                        | Cristiano Ronaldo 11' | Reporte | Puyol 48' · Abidal 76' | Asistencia: 83 500 espectadores Árbitro(s): César Muñiz Fernández | Asistencia: 83 500 espectadores Árbitro(s): César Muñiz Fernández |

| Vuelta; 25 de enero de 2012, 22:00 (CEST) | F. C. Barcelona       | 2 - 2   | Real Madrid C. F.                   | Camp Nou, Barcelona                                                    |                                                                        |
|                                           | Pedro 43' · Alves 44' | Reporte | Cristiano Ronaldo 67' · Benzema 71' | Asistencia: 95 486 espectadores Árbitro(s): Fernando Teixeira Vitienes | Asistencia: 95 486 espectadores Árbitro(s): Fernando Teixeira Vitienes |

### Semifinales
La ronda de semifinales tuvo lugar entre los días 31 de enero y 1 de febrero, los partidos de ida, y el 7 y 8 de febrero de 2012, los de vuelta.
| Local ida      | Resultado global | Local vuelta    | Ida   | Vuelta |
| -------------- | ---------------- | --------------- | ----- | ------ |
| C. D. Mirandés | 3 - 8            | Athletic Club   | 1 - 2 | 2 - 6  |
| Valencia C. F. | 1 - 3            | F. C. Barcelona | 1 - 1 | 0 - 2  |

#### C. D. Mirandés - Athletic Club
| Ida; 31 de enero de 2012, 22:00 (CEST) | C. D. Mirandés | 1 - 2   | Athletic Club    | Estadio Municipal de Anduva, Miranda de Ebro                        |                                                                     |
|                                        | Lambarri 88'   | Reporte | Llorente 17' 26' | Asistencia: 8 000 espectadores Árbitro(s): Xavier Estrada Fernández | Asistencia: 8 000 espectadores Árbitro(s): Xavier Estrada Fernández |

| Vuelta; 7 de febrero de 2012, 22:00 (CEST) | Athletic Club                                                                     | 6 - 2   | C. D. Mirandés       | Estadio de San Mamés, Bilbao                                         |                                                                      |
|                                            | Muniain 10' · Susaeta 14' · Aurtenetxe 21' · Llorente 70' 75' · Caneda 87' (p.p.) | Reporte | Aitor Blanco 56' 85' | Asistencia: 40 000 espectadores Árbitro(s): Alberto Undiano Mallenco | Asistencia: 40 000 espectadores Árbitro(s): Alberto Undiano Mallenco |

#### Valencia C. F. - F. C. Barcelona
| Ida; 1 de febrero de 2012, 21:00 (CEST) | Valencia C. F. | 1 - 1   | F. C. Barcelona | Estadio de Mestalla, Valencia                                           |                                                                         |
|                                         | Jonas 27'      | Reporte | Puyol 35'       | Asistencia: 51 800 espectadores Árbitro(s): José Luis González González | Asistencia: 51 800 espectadores Árbitro(s): José Luis González González |

| Vuelta; 8 de febrero de 2012, 21:00 (CEST) | F. C. Barcelona         | 2 - 0   | Valencia C. F. | Camp Nou, Barcelona                                                  |                                                                      |
|                                            | Fàbregas 15' · Xavi 80' | Reporte |                | Asistencia: 69 476 espectadores Árbitro(s): David Fernández Borbalán | Asistencia: 69 476 espectadores Árbitro(s): David Fernández Borbalán |

### Final
La final de la Copa del Rey 2011-12 tuvo lugar el día 25 de mayo de 2012 en el estadio Vicente Calderón de Madrid.
| 1          | POR        | Gorka Iraizoz       |     |
| 15         | DEF        | Andoni Iraola       |     |
| 23         | DEF        | Borja Ekiza         |     |
| 5          | DEF        | Fernando Amorebieta |     |
| 3          | DEF        | Jon Aurtenetxe      |     |
| 24         | MED        | Javi Martínez       |     |
| 10         | MED        | Óscar de Marcos     | 46' |
| 14         | MED        | Markel Susaeta      | 46' |
| 19         | MED        | Iker Muniain        |     |
| 28         | MED        | Ibai Gómez          |     |
| 9          | DEL        | Fernando Llorente   | 73' |
| Entrenador | Entrenador | Marcelo Bielsa      |     |

| 13         | POR        | José Manuel Pinto |     |
| 35         | DEF        | Martín Montoya    |     |
| 3          | DEF        | Gerard Piqué      |     |
| 14         | DEF        | Javier Mascherano |     |
| 21         | DEF        | Adriano Correia   |     |
| 6          | MED        | Xavi Hernández    | 81' |
| 16         | MED        | Sergio Busquets   |     |
| 8          | MED        | Andrés Iniesta    |     |
| 9          | DEL        | Alexis Sánchez    | 72' |
| 10         | DEL        | Lionel Messi      |     |
| 17         | DEL        | Pedro Rodríguez   | 86' |
| Entrenador | Entrenador | Pep Guardiola     |     |

| 21 | MED | Ander Herrera  | 46' |
| 17 | MED | Iñigo Pérez    | 46' |
| 2  | DEL | Gaizka Toquero | 73' |

| 15 | MED | Seydou Keita     | 72' |
| 4  | MED | Cesc Fàbregas    | 81' |
| 11 | MED | Thiago Alcántara | 86' |

| Anotado | 3'  | Pedro Rodríguez | 0-1 |
| Anotado | 20' | Lionel Messi    | 0-2 |
| Anotado | 25' | Pedro Rodríguez | 0-3 |

| Amonestado | 40' | Markel Susaeta |
| Amonestado | 43' | Andoni Iraola  |

| Amonestado | 66' | Xavi Hernández |
| Amonestado | 71' | Andrés Iniesta |

| Árbitro:             | David Fernández Borbalán   |
| Árbitros asistentes: | Raúl Cabañero Martínez     |
| Árbitros asistentes: | Jesús Calvo Guadamuro      |
| Cuarto árbitro:      | Antonio Miguel Mateu Lahoz |
| Reporte              |                            |

| 1          | POR        | Gorka Iraizoz       |     |
| 15         | DEF        | Andoni Iraola       |     |
| 23         | DEF        | Borja Ekiza         |     |
| 5          | DEF        | Fernando Amorebieta |     |
| 3          | DEF        | Jon Aurtenetxe      |     |
| 24         | MED        | Javi Martínez       |     |
| 10         | MED        | Óscar de Marcos     | 46' |
| 14         | MED        | Markel Susaeta      | 46' |
| 19         | MED        | Iker Muniain        |     |
| 28         | MED        | Ibai Gómez          |     |
| 9          | DEL        | Fernando Llorente   | 73' |
| Entrenador | Entrenador | Marcelo Bielsa      |     |

| 13         | POR        | José Manuel Pinto |     |
| 35         | DEF        | Martín Montoya    |     |
| 3          | DEF        | Gerard Piqué      |     |
| 14         | DEF        | Javier Mascherano |     |
| 21         | DEF        | Adriano Correia   |     |
| 6          | MED        | Xavi Hernández    | 81' |
| 16         | MED        | Sergio Busquets   |     |
| 8          | MED        | Andrés Iniesta    |     |
| 9          | DEL        | Alexis Sánchez    | 72' |
| 10         | DEL        | Lionel Messi      |     |
| 17         | DEL        | Pedro Rodríguez   | 86' |
| Entrenador | Entrenador | Pep Guardiola     |     |

| 21 | MED | Ander Herrera  | 46' |
| 17 | MED | Iñigo Pérez    | 46' |
| 2  | DEL | Gaizka Toquero | 73' |

| 15 | MED | Seydou Keita     | 72' |
| 4  | MED | Cesc Fàbregas    | 81' |
| 11 | MED | Thiago Alcántara | 86' |

| Anotado | 3'  | Pedro Rodríguez | 0-1 |
| Anotado | 20' | Lionel Messi    | 0-2 |
| Anotado | 25' | Pedro Rodríguez | 0-3 |

| Amonestado | 40' | Markel Susaeta |
| Amonestado | 43' | Andoni Iraola  |

| Amonestado | 66' | Xavi Hernández |
| Amonestado | 71' | Andrés Iniesta |

| Árbitro:             | David Fernández Borbalán   |
| Árbitros asistentes: | Raúl Cabañero Martínez     |
| Árbitros asistentes: | Jesús Calvo Guadamuro      |
| Cuarto árbitro:      | Antonio Miguel Mateu Lahoz |
| Reporte              |                            |

|                     |
| Bandera de Cataluña |
| Campeón             |
| F. C. Barcelona     |
| 26.º título         |

## Goleadores
Lista de máximos goleadores de la competición de acuerdo con las actas oficiales de la Real Federación Española de Fútbol:
| Pos. | Jugador           | Equipo                | Goles |
| ---- | ----------------- | --------------------- | ----- |
| 1.º  | Pablo Infante     | C. D. Mirandés        | 7     |
| 2.º  | Álvaro Vázquez    | R. C. D. Espanyol     | 5     |
| 2.º  | Fernando Llorente | Athletic Club         | 5     |
| 4.º  | Christian Stuani  | Real Racing Club      | 4     |
| 4.º  | Jonas Gonçalves   | Valencia C. F.        | 4     |
| 4.º  | Lassad Nouioui    | R. C. Deportivo       | 4     |
| 4.º  | Nauzet Alemán     | Real Valladolid C. F. | 4     |
| 4.º  | Pedro Rodríguez   | F. C. Barcelona       | 4     |